# 中濃教篤
中濃 教篤（なかの きょうとく、1924年3月30日-2003年4月30日）は、日蓮宗の僧侶、政治・社会運動家。

## 人物
神奈川県出身。1945年立正大学仏教学部卒。インドシナ解放闘争に共鳴、アジア仏教徒会議などに参加。1971年日蓮宗現代宗教研究所長、79年顧問。東京都台東区領玄寺住職。

## 著書
- 『中国共産党の宗教政策 変貌する中国宗教』理想社 1958
- 『近代日本の宗教と政治』アポロン社 1968
- 『庭野日敬 立正佼成会』新人物往来社 現代の宗教 1970
- 『天皇制国家と植民地伝道』国書刊行会 1976
- 『現代に生きる仏教』白石書店 1984
- 『宗教の課題と実践』白石書店 1984

### 共編著
- 『信仰者の抵抗 宗教平和運動の歴史』壬生照順共著 誠信書房 1959.
- 『創価学会への教学的批判』編 東成出版社 1964
- 『近代日蓮教団の思想家 近代日蓮教団・教学史試論』編 国書刊行会 叢書日本近代と宗教 1977
- 『講座日本近代と仏教 6 戦時下の仏教』編 国書刊行会 1977

## 論文
- Cinii

## 注
1. ↑  20世紀日本人名事典